# Al-Hilal (Syria)
Al-Hilal (arab. الهلال) – wieś w Syrii, w muhafazie Aleppo, w dystrykcie Manbidż. W 2004 roku liczyła 281 mieszkańców.